# 红沿河核电站
红沿河核电站是位于中国辽宁省大连市瓦房店红沿河镇（原名东岗镇）的压水堆核电站，也是辽宁省第一座核电站。截至2020年底，红沿河核电累计上网电量达1572亿千瓦。

## 功用
红沿河核电站一期工程包含4台百万千瓦级核电机组，其总年发电量约为300亿千瓦时，超出大连市2012年全社会用电量287亿千瓦时的水平，约占辽宁省2012年全社会用电量的16%。辽宁红沿河核电站并网发电后，预计将优化辽宁地区电力供应结构，实现节能减排，改善空气和水质量。
目前红沿河核电站五台机组投入商业运营的机组年上网电量达375亿千瓦时。截至2020年底，红沿河核电累计上网电量等效于减少标煤消耗4789万吨，减排二氧化碳1.32亿吨，综合温室气体减排等效于35.4万公顷森林吸收量，为大连空气质量提高与中国的双碳目标达成做出贡献。

## 历史
红沿河核电站是中国“十一五”期间首个批准开工建设的核电项目，也是中国首次一次同意4台百万千瓦级核电机组标准化、规模化建设的核电项目。
2007年8月，红沿河核电站工程开工，一期工程投资500亿元人民币，规划建设6台百万千瓦级核电机组（型号为CPR-1000）。2010年5月上马二期工程，再增加2台百万千瓦级核电机组，投资250亿元人民币。
2013年2月17日15时09分，红沿河1号机组开始并网发电。2013年6月6日，红沿河1号机组投入商业运行。
2013年11月23日，红沿河2号机组正式并网发电。2014年5月13日，红沿河2号机组通过运行试验，具备商业运营主要条件。至此，中国在运核电机组总数达到20台，总装机容量达1807万千瓦。
2016年1月15日，国家核安全局批准红沿河4号机组首次装料。2016年4月5日，红沿河4号机组并网发电。2016年9月，红沿河核电站一期工程全面建成。
2018年11月，红沿河6号机组进入核岛主设备安装高峰期。
2019年8月5日，红沿河5号机组500千伏系统同步并网系统移交。
2019年10月21日，红沿河5号机组冷态功能水压试验完成。
2022年6月21时35分，红沿河6号机组具备商业运行条件，这也标志着该核电站一期和二期工程共6台机组全面投产。

## 反应堆数据
| 机组名称   | 型号      | 净功率  | 总功率  | 热功率  | 始建      | 初次临界   | 并网       | 商转      | 注记                             |
| ---------- | --------- | ------- | ------- | ------- | --------- | ---------- | ---------- | --------- | -------------------------------- |
| 一期工程   |           |         |         |         |           |            |            |           |                                  |
| 红沿河 1号 | CPR-1000  | 1061 MW | 1119 MW | 2905 MW | 2007-7-18 | 2013-1-16  | 2013-2-17  | 2013-6-6  | [ 17 ]                           |
| 红沿河 2号 | CPR-1000  | 1061 MW | 1119 MW | 2905 MW | 2008-3-28 | 2013-10-24 | 2013-11-23 | 2014-5-13 | [ 18 ]                           |
| 红沿河 3号 | CPR-1000  | 1061 MW | 1119 MW | 2905 MW | 2009-3-7  | 2014-10-27 | 2015-3-23  | 2015-8-16 | [ 19 ] [ 20 ]                    |
| 红沿河 4号 | CPR-1000  | 1061 MW | 1119 MW | 2905 MW | 2009-8-15 | 2016-3-5   | 2016-4-1   | 2016-6-8  | [ 21 ]                           |
| 二期工程   |           |         |         |         |           |            |            |           |                                  |
| 红沿河 5号 | ACPR-1000 | 1061 MW | 1119 MW | 2905 MW | 2015-3-29 | 2021-6-13  | 2021-6-25  | 2021-7-31 | [ 2 ] [ 4 ] [ 23 ] [ 24 ] [ 25 ] |
| 红沿河 6号 | ACPR-1000 | 1061 MW | 1119 MW | 2905 MW | 2015-6-24 | 2022-4-21  | 2022-5-2   | 2022-6-21 | [ 28 ] [ 29 ] [ 25 ]             |

## 环境和社会影响
辽宁红沿河核电厂位于大连市瓦房店的温坨子村，厂区三面环海，一面与陆地接壤。复州河在厂址以南约20公里处入海。厂址区域地处华北地震区，绝大部分位于郯庐断裂带的北半部，地震活动，历史上最大地震为1975年海城7.3级地震，震中距厂址约143公里。
2009年瓦房店市东岗镇因该项目建设更名为红沿河镇。位于瓦房店市西部，北、东与驼山乡毗邻，南和仙浴湾镇接壤，西临渤海，海岸线长52公里，总面积 136.67 平方公里。2006年，全镇农村总户数4967户，总人口16472 。辖7个村委会、53 个村民组。